# (5002) Marnix
(5002) Marnix – planetoida z pasa głównego asteroid okrążająca Słońce w ciągu 3 lat i 202 dni w średniej odległości 2,33 j.a. Została odkryta 20 września 1987 roku przez Erica Elsta. Przed nadaniem nazwy planetoida nosiła oznaczenie tymczasowe (5002) 1987 SS3.